# Scrabble francophone

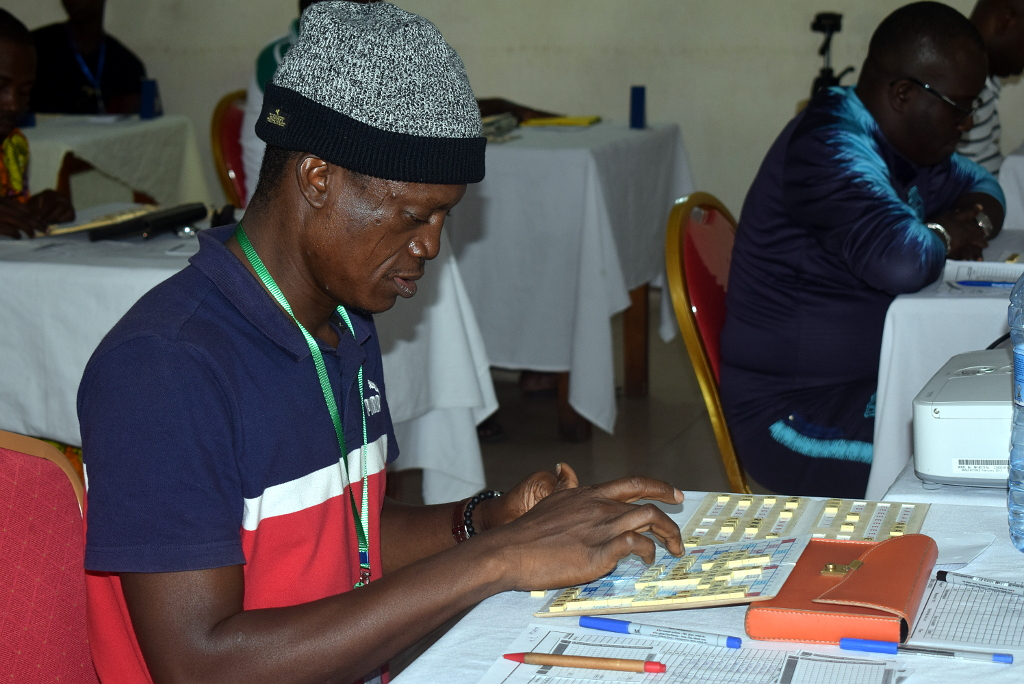
Francois Xavier Adjovi (Bénin) lors des championnats nationaux de scrabble 2019.

Scrabble francophone est la version du jeu Scrabble en français. Le jeu est pratiqué régulièrement par des millions de joueurs. Toutefois, environ 20 000 joueurs seulement sont licenciés à une des fédérations membres de la Fédération internationale de Scrabble francophone. Le niveau de jeu varie considérablement entre les parties jouées en famille et les grands tournois, qui accueillent plus de 1 000 joueurs.

## Distribution et valeur des lettres
Le jeu se compose de 102 jetons valant entre 0 (« lettres blanches ») et 10 points.

## Liste des mots de deux lettres
Le « / » signale un mot invariable.
| AA | AH/ | AI | AN | AS  | AU | AY  | BA  | BÊ/ | BI  | BU  | ÇA  | CE  | CI  | DA/ | DE  | DO | DU | EH/ | EN/ |
| ES | ET/ | EU | EX | FA/ | FI | GO  | HA/ | HÉ/ | HI/ | HO/ | IF  | IL  | IN/ | JE/ | KA  | LA | LE | LI  | LU  |
| MA | ME  | MI | MU | NA/ | NÉ | NI/ | NÔ  | NU  | OC/ | OH/ | OM/ | ON/ | OR  | OS  | OU/ | PI | PU | RA  | RÉ/ |
| RI | RU  | SA | SE | SI  | SU | TA  | TE  | TO  | TU  | UD  | UN  | US  | UT/ | VA  | VÉ  | VS | VU | WU  | XI  |

## Variantes
En français, le Scrabble duplicate est la forme la plus populaire en compétition, toutefois de nombreux tournois de Scrabble classique sont également organisés. Le classement international comporte environ 20 000 joueurs en duplicate et 1800 joueurs en classique.

### Principe du duplicate

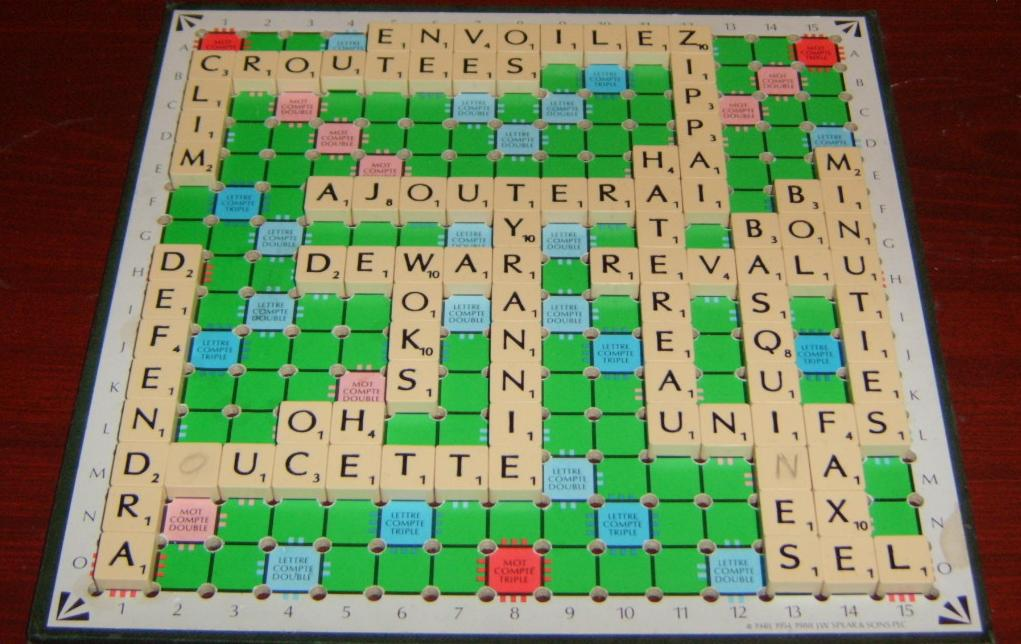
Une partie duplicate en français.

- Chaque joueur dispose de sa propre grille avec ses lettres, et pioche les mêmes lettres que ses adversaires, telles que dictées par un arbitre[4] ;
- Le joueur doit poser le mot le plus payant qu'il arrive à trouver sans aucune considération tactique, ni tenir compte du reliquat ;
- La solution maximale est appelée le « top ». Il est annoncé par l'arbitre, et tous les joueurs placent alors ce mot sur la grille. Depuis 1989, un logiciel permet de donner le top à chaque coup.
- Les mots faux sont sanctionnés d'un score égal à zéro pour le coup concerné, ce qui stoppe au moins momentanément la progression du score du joueur fautif.

Les principaux tournois de Vichy et Aix-les-Bains accueillent plus de 1200 joueurs,. Il y a également des « tournois simultanés » constitués de parties prétirées et envoyées dans différents centres de jeu. Un simultané mondial est disputé par environ 6000 joueurs chaque année.

### Principe du classique
- Compétition uniquement entre deux joueurs face à face[8].
- Temps de réflexion alloué par partie et contrôlé par une pendule d'échecs.
- Possibilité de jouer des mots faux, qui peuvent être contestés ou non par l'adversaire.
- Le nombre de parties d'un tournoi est proportionnel au nombre de joueurs : les tournois les plus importants se jouent en 12 ou 14 parties (par joueur).

Les principaux tournois regroupent de 80 à 120 joueurs.

## Organisation
La Fédération internationale de Scrabble francophone (FISF) est plus ancienne et plus structurée que ses homologues anglophone et hispanophone. Elle établit les règlements et modes de classements applicables dans tous les pays membres.
Les membres fondateurs de la fédération internationale sont la France, la Suisse et la Belgique, rejoints par le Québec, le Sénégal, le Maroc, la Tunisie, le Liban, la Roumanie et une quinzaine d'autres pays. Environ 80 % des licenciés sont en France (16 000 sur environ 20 000).
Les joueurs sont classés selon leur série : super-série, puis séries 1 à 7 en duplicate ; joker puis séries A, B ou C en classique.
Les joueurs sont également classés par catégorie d'âge : cadets (moins de 16 ans), juniors (moins de 19 ans), espoirs (moins de 26 ans), séniors (de 26 à 60 ans), vermeils (de 63 à 72 ans) , diamant (de 73 à 82 ans) et rubis (plus de 82 ans). Lors des tournois il y a généralement une dotation pour le vainqueur de chaque série et de chaque catégorie d'âge.
De 1973 à 1989, la référence pour les mots joués était le Petit Larousse. Depuis 1990, c'est l'Officiel du jeu Scrabble, créé par un comité de joueurs de Scrabble et édité par la FISF qui est utilisé. L'ouvrage est un succès de librairie et son public dépasse largement les scrabbleurs licenciés.

## Champions en titre
La saison du Scrabble de compétition va du 1er septembre au 31 août. Les champions en titre (saison 2011-2012) sont :

### Scrabble Duplicate Francophone

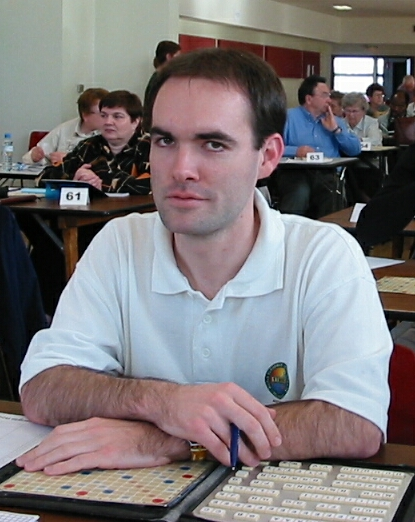
Antonin Michel, champion du monde en 2005, 2007 et 2010.

- Champions du monde (Montauban, 2012)
  - Individuel : David Bovet ( Suisse)
  - Paires : Luc Maurin et Antonin Michel ( France)
  - Blitz : Fabien Leroy ( France)
- Champions nationaux 2012
  -  Algérie : Djamel Yanina
  -  Belgique : Christian Pierre
  -  Bénin : François-Xavier Adjovi
  -  Burkina Faso : Ousmane Lengani
  -  République démocratique du Congo : Arnaud Mulonda
  -  France : Étienne Budry
  -  Gabon : Christian Kakou Toyo
  -  Maroc : Boualem Ben Moha
  -  Madagascar : Héry Andriarimalala
  -  Maurice : Marie Espitalier-Noël
  -  Québec : Francis Desjardins
  -  Sénégal : Boubacar Mane
  -  Suisse : Hugo Delafontaine
  -  Togo : Kokou Degno Egbe
  -  Tunisie : Zouheir Aloulou
- Premier du classement mondial : Hugo Delafontaine  Suisse

### Scrabble classique francophone
- Champion du monde 2012 : Pierre-Olivier Georget  France
- Champions nationaux 2012
  -  Algérie : Djamel Yanina
  -  Belgique : Olivier Papleux
  -  France : Olivier Francart
  -  Gabon : Toyo Christian Kakou
  -  Québec : Yvan Briand
  -  République démocratique du Congo : Delvaux Molembo
  -  Sénégal : Amar Diokh
  -  Suisse : Claude Tharin

## Records

### Titres
Les joueurs qui ont gagné un championnat national ou international le plus de fois :
Duplicate
- Championnat du monde
  - Individuel : Michel Duguet, Christian Pierre et Antonin Michel (5 fois)
  - Blitz : Antonin Michel (6 fois)
  - Paires : Michel Duguet (5 fois)
- Championnat national
  -  Belgique : Christian Pierre (21 fois)
  -  France : Michel Duguet (6 fois)
  -  Québec : Germain Boulianne (11 fois)
  -  Tunisie : Abderrazak Ouarda (14 fois)

Classique
- Championnat national
  -  France : Pierre-Olivier Georget (5 fois)

### Parties et coups individuels
- Coup le plus cher : S(U)RJETEZ pour 329 points le 23/11/2000, Waterloo[12]
- Partie la plus chère : 1318[12]
- Nombre de tops d'affilée : 140 par Antonin Michel lors du championnat du monde élite 2005
- Nombre de parties d'affilée au top
  - Lors d'un tournoi : 6 par Antonin Michel et Franck Maniquant
  - Lors de plusieurs tournois d'affilée : 10 par Antonin Michel[12]
  - En club et en tournoi : 15 par Michel Duguet[13]

### Scores théoriques
Le Scrabble se prête à la recherche de solutions extrêmes. On a pu ainsi composer en français, en vrac :
- la partie la plus chère : 4030 points en respectant les règles du duplicate (auteur : Jean-Louis Coupat) et 4187 points en s'affranchissant de cette contrainte[14] ;
- la partie la moins chère : 24 points, aboutissant à une situation définitivement bloquée[14] ;
- le maximum de points en 6 coups : 1639 points ;
- le coup le plus cher : 1797 points en posant les lettres DHPTEEZ du 27-uple (mot recouvrant 3 cases rouges) « déshypothéquiez », ce qui complète du même coup les mots « cabillaud », « vermouth », « turnep », « klaxonnerait », « wurtembergeoise », « raffermie » et « désubjectivisez » (auteur: Jean-Paul Lejeune)[14].

Ces records sont conformes à L'Officiel du jeu Scrabble (version 5).